# Emil Julius Gumbel
Emil Julius Gumbel (München, 1891. július 18.– New York, 1966. szeptember 10.) német matematikus és politikai író.

## Élete
Münchenben született, és ott végezte el az egyetemet az első világháború kitörése előtt. A Heidelbergi Egyetem matematikaistatisztika-professzora volt.
Egy barátja meggyilkolása kapcsán megtapasztalta a fasizálódó Németország bíróságának jogellenes működését. Több más politikai gyilkosság késztette, hogy publikálja 1922-ben a “4 év politikai gyilkosságai” tanulmányát. 1928-ban publikálta a ‘Politikai gyilkosságok okai’ című írását és egy csoportot hozott létre a nácik ellen.
1932-ben Gumbel az egyik aláírója volt a Dringender Appell kiáltványnak. Jelentős munkásságot fejtett ki a matematikai statisztika és a valószínűségszámítás területén. Leonard Tippett és Ronald Fisher matematikusokkal együtt az extrémérték-elmélet megalkotója voltés a Gumbel-eloszlást róla nevezték el.
Amikor 1966-ban meghalt, a “The Emil J. Gumbel Collection’ néven egy gyűjteményt adtak ki a náciellenes tudósok tevékenységéről Weimarban és az emigrációban.